# دانشکده پزشکی لرستان
دانشکده پزشکی دانشگاه علوم پزشکی لرستان یکی از دانشکده‌های پزشکی ایران وابسته به دانشگاه علوم پزشکی لرستان در خرم‌آباد است. این دانشکده در سال ۱۳۷۰ بنیانگذاری شد و دارای ۵ بیمارستان آموزشی است.

## تاریخچه
دانشکده پزشکی لرستان در سال ۱۳۷۰ بنیانگذاری شد. هم‌اکنون ریاست این دانشکده را غفارعلی محمودی برعهده دارد.